# 我的男僕吉福斯
《我的男僕吉福斯》（My Man Jeeves）是英國幽默小說家佩勒姆·格倫維爾·伍德豪斯爵士（Sir Pelham Grenville Wodehouse）所寫的短篇小說集，1919年5月由出版商喬治·紐恩斯（George Newnes）發行第一版。本書一共收錄八篇故事，集結成冊前已經刊載於英國《岸邊雜誌》（The Strand）。雖然此書並未在美國出版，但所收錄故事曾在《星期六晚郵報》（Saturday Evening Post）、《科利爾周刊》（Collier's Weekly）、《Pictorial Review》中刊載過。
書中有四篇故事的主角是家喻戶曉的吉福斯與伯蒂‧伍斯特，其餘四篇則聚焦於Reggie Pepper，此角色被視為伯蒂‧伍斯特的人物雛形。1925年，部分故事經過改寫後收錄於《就這麼辦，吉福斯》（Carry on, Jeeves），例如將《Fixing It for Freddie》的篇名改為《Helping Freddie》，並以吉福斯與伍斯特為主角。至於其他Reggie Pepper的故事則收錄於1917年美國發行的《The Man with Two Left Feet》中。本書也收錄《Extricating Young Gussie》，作為吉福斯和伍斯特最早登場的故事舞台，1915年刊載於《星期六晚郵報》，其後也收錄於《The Man with Two Left Feet》中。

## 収録作品
- 1.《Leave It to Jeeves》 (後更名為《Carry On, Jeeves》收錄於 《The Artistic Career of Corky》 )
  - US: 《星期六晚郵報》， 1916年2月5日
  - UK: 《岸邊雜誌》，1916年6月
- 2.《Jeeves and the Unbidden Guest》
  - US: 《星期六晚郵報》，1916年12月9日
  - UK: 《岸邊雜誌》，1917年3月
- 3.《Jeeves and the Hard-boiled Egg》
  - US: 《星期六晚郵報》，1917年3月3日
  - UK: 《岸邊雜誌》，1917年8月
- 4.《Absent Treatment》 (以Reggie Pepper為主角)
  - UK: 《岸邊雜誌》，1911年3月
  - US: 《科利爾周刊》，1911年8月22日
- 5.《Helping Freddie》 (以Reggie Pepper為主角)
  - UK: 《岸邊雜誌》，1911年9月
  - US: 《Pictorial Review》，1912年3月 (標題為《Lines and Business》)
- 6.《Rallying Round Old George》 (以Reggie Pepper為主角)
  - UK: 《岸邊雜誌》1912年12月
  - US: 《科利爾周刊》，1913年9月27日 (標題為《Brother Alfred》)
- 7.《Doing Clarence a Bit of Good》  (以Reggie Pepper為主角)
  - UK: 《岸邊雜誌》，1913年5月
  - US: 《Pictorial Review》，1914年4月(as 《Rallying Round Clarence》)
- 8.《The Aunt and the Sluggard》 (以吉福斯和伍斯特為主角)
  - US: 《星期六晚郵報》，1916年4月22日
  - UK: 《岸邊雜誌》，1916年8月